# Sasza Piwowarowa
Sasza Piwowarowa, właśc. Aleksandra Piwowarowa, ros. Саша Пивоварова (ur. 21 stycznia 1985) – rosyjska modelka i artystka. 
Jako studentka historii na rosyjskim uniwersytecie dla humanistów nigdy nie śniła o zostaniu modelką, dopóki jej przyjaciel, fotograf Igor Wiszniakowy nie zrobił jej zdjęć i wysłał do agencji modelek IMG. Po dołączeniu do agencji IMG, Piwowarowa odbyła swój pierwszy pokaz u Prady i podpisała kontakt reklamowy na 3 lata. W maju 2007 roku była na okładce amerykańskiego Vogue'a wraz z Doutzen Kroes, Caroline Trentini, Raquel Zimmermann, Jessica Stam, Agyness Deyn, Coco Rocha, Hilary Rhoda, Chanel Iman, i Lily Donaldson, jako nowe supermodelki. W jej części wywiadu mówiła o swym zamiłowaniu do sztuki i czytania.
Była też na wydaniach angielskiego, rosyjskiego i australijskiego Vogue'a. Zdjęcia Piwowarowej znalazły się w kalendarzu Pirelli w 2008 roku. Na początku 2009 roku w rankingu najlepszych modelek świata zajęła 2. miejsce.